# Лиственная (Курганская область)
Лиственная — деревня в Кетовском районе Курганской области. Входит в состав Митинского сельсовета.

## История
В 1964 году Указом Президиума ВС РСФСР деревня Могильное переименована Лиственная.

## Население
| 1989 | 2002 | 2010 |
| ---- | ---- | ---- |
| 84   | ↗85  | ↘51  |